# Lazăr-Octavian Cosma
Lazăr-Octavian Cosma (n. 1933) este un muzicolog român, membru titular al Academiei Române din 2016.